# Aeneas von Paris
Aeneas von Paris († 27. Dezember 870 in Paris) war Bischof des Bistums Paris vom Jahr 857 an bis zu seinem Tod am 27. Dezember 870 unter Karl dem Kahlen, dessen Herrschaft von 843 bis 877 dauerte.
Aeneas trat sein Bischofsamt unter schwierigen Umständen an. Im selben Jahr, wie schon im Vorjahr, waren die Normannen nach Paris gezogen, hatten die Umgebung verwüstet und zogen erst nach Erhalt eines hohen Lösegeldes wieder ab.
Im Sommer 867 hatte Photius, der Patriarch von Konstantinopel, bei einem Konzil den Papst Nikolaus I. falscher Lehre und Bräuche beschuldigt und exkommuniziert. Eine Kopie des Schreibens von Photius schickte der Papst an die Kirchen in Gallien mit der Aufgabe, die Beschuldigungen zu widerlegen.
Aeneas verfasste daraufhin die umfangreiche Streitschrift Liber adversus Graecos („Buch gegen die Griechen“), mit der er die von Photius als falsch dargestellten Lehren und Gebräuche der lateinischen Kirche verteidigte (enthalten in D’Achery, Spicilegium, I, Paris, 1723). Darin behandelt er besonders das Filioque (c.1-91), den Zölibat (c.95-168), die Fastenzeit (c.169-177), die Kindertaufe (178-181), die Tonsur (c.182-186), den Papstprimat (c.187-209) und die Erhebung von Diakonen auf den römischen Bischofsstuhl. Die Schrift wird aber als wenig bedeutsam bewertet, weil sie hauptsächlich aus einer Sammlung von Zitaten der griechischen und lateinischen Kirchenväter besteht.